# Jurij Mykolajovyč Ivaščenko
Jurij Mykolajovyč Ivaščenko (in ucraino Юрій Миколайович Іващенко?; Andrušivka, 12 aprile 1961) è un astronomo ucraino, citato, secondo la traslitterazione inglese, anche come Yuri Ivashchenko.
Laureatosi nel 1983 in astronomia all'Università nazionale Taras Ševčenko di Kiev, cominciò a lavorare all'osservatorio dell'Accademia nazionale delle scienze dell'Ucraina. Nel 1992, a seguito della dissoluzione dell'Unione Sovietica, abbandonò la carriera accademica e divenne un rivenditore di automobili. Nel 2001 fondò l'Osservatorio astronomico di Andrušivka. Nel 2014 è ritornato all'osservatorio dell'Accademia nazionale delle scienze, mantenendo al contempo la supervisione delle attività dell'osservatorio da lui fondato.
| 120405 Svyatylivka      | 24 settembre 2005 |
| 440794 Wytrzyszczak     | 28 luglio 2006    |
| 542509 Lyatoshynsky     | 30 ottobre 2011   |
| 545565 Borysten         | 27 agosto 2011    |
| 545571 Carlobaccigalupi | 28 agosto 2011    |
| 548715 Stus             | 31 ottobre 2010   |
| 552746 Annanobili       | 11 settembre 2010 |
| 554709 Magdastavinschi  | 17 settembre 2007 |

Il Minor Planet Center gli accredita le scoperte di ventuno asteroidi, effettuate tra il 2005 e il 2011, in parte in collaborazione con Oleg Geraščenko, Petro Kyrylenko e Petro Ostafijčuk.